# Сальково (станция)
Сальково (укр. Салькове) — железнодорожная станция Запорожской дирекции Приднепровской железной дороги, Херсонская область, Украина.
На станции останавливаются электропоезда Новоалексеевка — Сиваш и Запорожье — Сиваш

## История
Бои за станцию Сальково